# Riccardo Fontana
Riccardo Fontana (ur. 20 stycznia 1947 w Forte dei Marmi) – włoski duchowny katolicki, biskup Arezzo-Cortona-Sansepolcro w latach 2009–2022, arcybiskup ad personam.

## Życiorys

### Prezbiterat
Święcenia kapłańskie otrzymał 2 lipca 1972. W 1975 rozpoczął przygotowanie do służby dyplomatycznej na Papieskiej Akademii Kościelnej, uzyskał także tytuł doktora prawa kanonicznego na Papieskim Uniwersytecie Laterańskim. W latach 1978–1995 pracował w dyplomacji watykańskiej.

### Episkopat
16 grudnia 1995 papież Jan Paweł II mianował go arcybiskupem Spoleto-Norcia. Sakry biskupiej udzielił mu 6 stycznia 1996 osobiście papież.
16 lipca 2009 papież Benedykt XVI minował go biskupem diecezji Arezzo-Cortona-Sansepolcro zachowując mu tytuł arcybiskupa ad personam. 15 września 2022 papież Franciszek przyjął jego rezygnację z funkcji biskupa diecezjalnego.